# Твин Лејкс (Њу Мексико)
Твин Лејкс (енгл. Twin Lakes) насељено је место без административног статуса у америчкој савезној држави Њу Мексико.

## Демографија
По попису из 2010. године број становника је 1.052, што је 17 (-1,6%) становника мање него 2000. године.
| Група             | 2000.    | 2010.     |
| Белци             | 1 (0,1%) | 4 (0,4%)  |
| Афроамериканци    | 0 (0,0%) | 0 (0,0%)  |
| Азијати           | 0 (0,0%) | 0 (0,0%)  |
| Хиспаноамериканци | 8 (0,7%) | 11 (1,0%) |
| Укупно            | 1.069    | 1.052     |